# Luis Méndez
Luis Javier Méndez Moza (Santa Cruz de la Sierra, 12 de julio de 1985) es un exfutbolista boliviano.  Se desempeñaba como defensa.

## Clubes
| Club              | País    | Año         |
| ----------------- | ------- | ----------- |
| Oriente Petrolero | Bolivia | 2005 - 2007 |
| The Strongest     | Bolivia | 2008        |
| Oriente Petrolero | Bolivia | 2009        |
| San José          | Bolivia | 2010        |
| The Strongest     | Bolivia | 2011 - 2013 |
| Oriente Petrolero | Bolivia | 2013 - 2016 |
| Sport Boys        | Bolivia | 2016        |
| Jorge Wilstermann | Bolivia | 2016        |
| Oriente Petrolero | Bolivia | 2018        |

## Palmarés

### Campeonatos nacionales
| Título        | Club          | País    | Año  |
| ------------- | ------------- | ------- | ---- |
| Apertura 2012 | The Strongest | Bolivia | 2012 |